# Hanna Julian
Hanna Julian (* 1972 in Köln) ist eine deutsche Schriftstellerin.

## Leben
Julian verfasst Geschichten der sinnlichen und (homo)erotischen Art, aber auch Krimi, Science Fiction und Horror gehören zu ihren Genres. Bereits in ihrer frühen Jugend begann sie zu schreiben. Ihr erstes gedrucktes Buch "Wie im Film" (dead soft Verlag) erschien im August 2010. 2011 erschien ihr Krimi "Mord im Hafen". Er ist als Printausgabe und als E-Book erhältlich.
Hanna Julian ist dabei nur ein Pseudonym unter dem sie veröffentlicht. Ihren wahren Namen gibt sie auch in Interviews nicht preis. Nach eigenen Angaben lebt sie mit ihrem Mann und zwei Kindern im Bergischen Land und geht einer regulären Beschäftigung neben ihrer Autorentätigkeit nach.

## Werke (Auswahl)
- Köstliches Dessert. Club der Sinne, E-Books 2011
- Dunkle Gelüste. Club der Sinne, E-Books, 2011
- Atelier der Lüste. Club der Sinne, E-Books 2011
- Mord im Hafen. amative publisher Verlag 2011, ISBN 978-3-942869-02-7
- Der Gefangene von Pamu. Dead Soft Verlag 2012, ISBN 978-3943678000
- Lex Warren – Jagd durch das Universum. dead soft Verlag 2013, ISBN 978-3-944737-16-4
- Nessun dorma: eine Nacht mit Folgen. dead soft Verlag 2015, ISBN 978-3-945934-43-2
- Wie im Film. 2. Auflage. dead soft Verlag 2015, ISBN 978-3-945934-61-6
- Männerlieben. 2. Auflage. dead soft Verlag 2016, ISBN 978-3-934442-77-1